# Marty Riley
Martin James Riley, detto Marty (Winnipeg, 8 maggio 1955), è un ex cestista canadese.

## Carriera
Con il Canada ha disputato i Giochi olimpici di Montréal 1976, due edizioni dei Campionati mondiali (1974, 1978) e i Campionati americani del 1980.